# William Barnes (tir sportif)
Pour les articles homonymes, voir William Barnes et Barnes.
William Barnes, né le 5 mars 1876 à Hamilton (Ontario) et mort le 16 décembre 1925 dans la même ville, est un tireur sportif canadien.

## Palmarès
- Jeux olympiques de 1924 à Paris (France) :
  -  Médaille d'argent de l'épreuve de tir aux pigeons d'argile par équipes.